# 津軽芳三郎
津軽 芳三郎（つがる よしさぶろう、1923年8月26日 - 2021年1月28日）は、日本の地方公務員。宮城県副知事。

## 経歴
1923年、宮城県栗原郡金田村（現・栗原市）に生まれる。旧制宮城県築館中学、第二高等学校、東北帝国大学法文学部(法)卒。大学卒業後宮城県庁入り。企画、財政、人事の各部門を歴任し、教育長、総務部長を務めた。その後宮城県副知事、宮城県美術館館長を歴任。1994年、勲三等旭日中綬章を受章。2021年1月28日死去。従七位から従四位に進階。

## 歴任
- 宮城県副知事
- 宮城県美術館館長（初代館長）[4]
- 東北歴史資料館館長

## 著作
- 「地域開発―欧米視察報告書」（1966）
- 「地方自治論考」（1970）
- 「デルフィーヌの絵-海外教育点描」（1976）
- 「峠の分校」（1976）
- 「空の旅」宝文堂（1990）